# Dąbrowa Leśna (województwo podlaskie)
Dąbrowa Leśna – osada leśna w Polsce położona w województwie podlaskim, w powiecie siemiatyckim, w gminie Nurzec-Stacja. Miejscowość jest częścią składową sołectwa Augustynka.
W latach 1975–1998 miejscowość administracyjnie należała do województwa białostockiego.